# Il cavaliere svedese
(Leo Perutz -Il cavaliere svedese)
Il cavaliere svedese (Der schwedische Reiter) è un romanzo storico di Leo Perutz, pubblicato per la prima volta nel 1936 in lingua tedesca.

## Trama
Il romanzo è ambientato nell'Europa del XVIII secolo, più precisamente nell'Europa dell'est. Il protagonista, di cui l'autore non rivela mai il vero nome, è un ladro vagabondo che ruba il nome ad un giovane cavaliere svedese, diventando così egli stesso un ricco cavaliere e avendo il potere di vivere la vita che ha sempre sognato. Il ladro è noto come "L'acchiappagalli", mentre il giovane cavaliere è un disertore che sta tentando di raggiungere Cristiano XI di Svezia - re cui è fedelissimo. Il romanzo inizia raccontando come il ladro e il cavaliere si siano conosciuti. Quando il ladro entra a conoscenza della nobiltà del cavaliere, inizia lentamente a meditare di rubare in qualche modo quell'identità, sostituendosi al cavaliere. Nelle successive pagine, l'autore presenta il principale antagonista: il Barone del Malefizio. La decisione che spinge - definitivamente - l'Acchiappagalli al furto d'identità è la seguente: i due sono in fuga, ma sono vicini alla casa del padrino del nobile svedese. Il ladro si reca, su richiesta stessa dell'amico, alla tenuta, in cerca di aiuto, mentre quest'ultimo si nasconde, per ottenere il tanto necessario aiuto; durante il cammino, l'Acchiappagalli matura una forte voglia di riscatto. Il tema della disuguaglianza sociale è ricorrente per tutto il libro, facendo comprendere sotto molti aspetti l'indole del personaggio. Prima ancora di ottenere tutti i beni legati all'identità del cavaliere - Christian von Tornefeld - il ladro sconfigge, con un ingegnoso piano, il barone del malefizio e riesce sottrarre tutti i beni, compresa la banda, di un criminale locale cui il barone del malefizio dava la caccia: l'Ibis nero. Riuscendo a sfruttare la banda criminale stessa nell'intento di eliminare il barone del malefizio. Dopo essere divenuto capo di questa banda criminale, e aver scelto personalmente i componenti - tra cui una donna che svolgerà poi un ruolo fondamentale: la Rossa Lies. Il ladro passa i successivi quattro anni a saccheggiare chiese e arricchire la banda e, soprattutto, se stesso. Dopo essere riuscito ad ottenere tutti i beni del cavaliere di cui ha assunto l'identità, sposerà la donna che sarebbe spettata a Christian von Tornefeld, di cui s'innamorerà e con cui avrà una figlia: Maria Christine. Dopo lunghi anni di felicità e prosperità, a distruggere Christian sarà il suo passato da saccheggiatore di chiese: la donna della banda, stanca di non vedere i suoi sentimenti ricambiati, lo denuncerà al sopravvissuto Barone del Malefizio, che per anni gli aveva dato la caccia, senza mai riuscire a catturarlo e venendo da lui anche sopraffatto. Fino alla fine egli tenterà di salvare la propria felicità, rifiutandosi di soccombere al destino che gli spetta: si era infatti recato presso la traditrice per chiuderle la bocca per sempre, ma costei, prima di essere uccisa, riesce a sfregiarlo con una marchio a fuoco con il simbolo della forca. Con l’emblema dell’infamia addosso, ora Christian von Tornefeld si ritrova destinato ad un futuro che, in fin dei conti, sapeva sarebbe potuto giungere, prima o poi: sarà condannato ad anni di lavori forzati per il vescovo. Una volta giunto alle fucine del vescovo, incontrerà il vero Christian von Tornefeld, che è sopravvissuto ed è ancora desideroso di unirsi a Cristiano XI di Svezia nella guerra, in Russia. Nel corso della guerra il nome di Christian von Tornefeld guadagnerà molta gloria, tramite battaglie di cui sarà protagonista, infine, però, ambedue andranno incontro al destino che già nell'introduzione era stato svelato.

## Personaggi
- L'acchiappa galli - ladro vagabondo in cerca di ricchezza. Protagonista assoluto del romanzo.
- Christian von Tornefeld - cavaliere di origine svedese pressoché decaduto che cercherà in ogni modo di unirsi all'esercito di re Cristiano XI di Svezia.
- Maria Agneta - futura moglie di Christian von Tornefeld.
- Il Barone del malefizio - principale antagonista del romanzo.
- L'Ibis nero - capo di una banda criminale.
- La Rossa Lies -  criminale facente parte della banda dell'Ibis nero.
- Il Collocorto - abile criminale della banda dell'Ibis nero.
- Il Brabantino - abile criminale della banda dell'Ibis nero.
- Il Mammola - abile criminale della banda dell'Ibis nero.
- Fraginepro - ex prete ora facente parte della banda dell'Ibis nero.
- Il barbagianni - criminale facente parte della banda dell'Ibis nero.

## Edizioni
- Il cavaliere svedese, traduzione di Elisabetta dell'Anna Ciancia, Milano, Adelphi, 1991.